# Micro-Star International
Micro-Star International (MSI, укр. еМеСАй) — тайванська компанія, заснована в 1986 році, володіє власними виробничими потужностями і спеціалізується на виготовленні компонентів для IBM PC-сумісних комп'ютерів, таких як материнські плати, відеокарти, монітори, геймерська периферія, корпуси, блоки живлення, рідинне охолодження, ssd-накопичувачі а також ноутбуків і ігрових комп'ютерів.

## Історія
5 засновників MSI Джозеф Хсу, Джинс Хуан, Френк Лін, Кенні Ю та Генрі Лу працювали в компанії електроніки Sony перед створенням MSI. Корпоративне скорочення компанії Sony у 1985 році об'єднало їх. Маючи інженерну освіту, та досвід, який вони отримали в компанії Sony, у серпні 1986 року вони створили Micro Star International.
У 1997 році MSI відкрила свій Завод I в місті Юнг-Хе; в 2000 році відкрила свій Завод III в місті Юнг-Хе.
У 1998 році вона стала публічною компанією з IPO (Initial Public Offering) на Тайванській фондовій біржі (TAIEX).
У 2000 році була заснована компанія MSI Computer (Shenzhen) Co., Ltd., а в 2001 році компанія MSI Electronics (Kunshan) Co., Ltd.
У 2002 році компанія MSI створила свій європейський логістичний центр в Нідерландах.
У 2008 році MSI потрапила до Топ-20 глобальних брендів Тайваню. У 2011 році фірма була названа однією з 100 найпопулярніших тайваньських брендів. До 2013 року MSI була нагороджена від Taiwan Excellence протягом 15 років поспіль.
У 2015 році компанія MSI посіла четверте місце за версією журналу Laptop у 2015 році.
Згідно з дослідженнями, MSI була найбільшим постачальником ігрових ноутбуків у світі в 2016 році.
MSI розпочав програму спонсорства команди "Join the Dragon" у квітні 2017 року для виявлення талановитих команд кіберспорту.  Також у квітні 2017 року MSI називає сертифікованих партнерів для створення екосистеми RGB з MSI Mystic Light Sync, яка включає CORSAIR, SteelSeries, G.SKILL, Cooler Master, in Win, Phanteks та інших.
Девіз компанії з 2017 року: "TRUE GAMING. SOME ARE PC, WE ARE GAMING."
ESL співпрацює з MSI для майбутніх подій ESL One в 2018 році.
MSI була офіційним партнером ESL One Cologne 2018, одного з найбільших подій в дисципліні CS:GO.
У серпні 2018 року компанія MSI була визнана Кращою торговою маркою для ноутбуків 2018 року компанією Laptop Mag. Нові конструкції своїх ноутбуків GS65 Stealth Thin і GE63 Raider RGB принесли компанії зоряний 84 з 100 і поставили його на перше місце.
7 жовтня 2020 року MSI опублікувала публічну заяву про те, що їхня дочірня компанія Starlit скальпувала графічні процесори Nvidia RTX 3080 і 3090 виробництва MSI і продавала їх на eBay за ціною, вищою за MSRP .

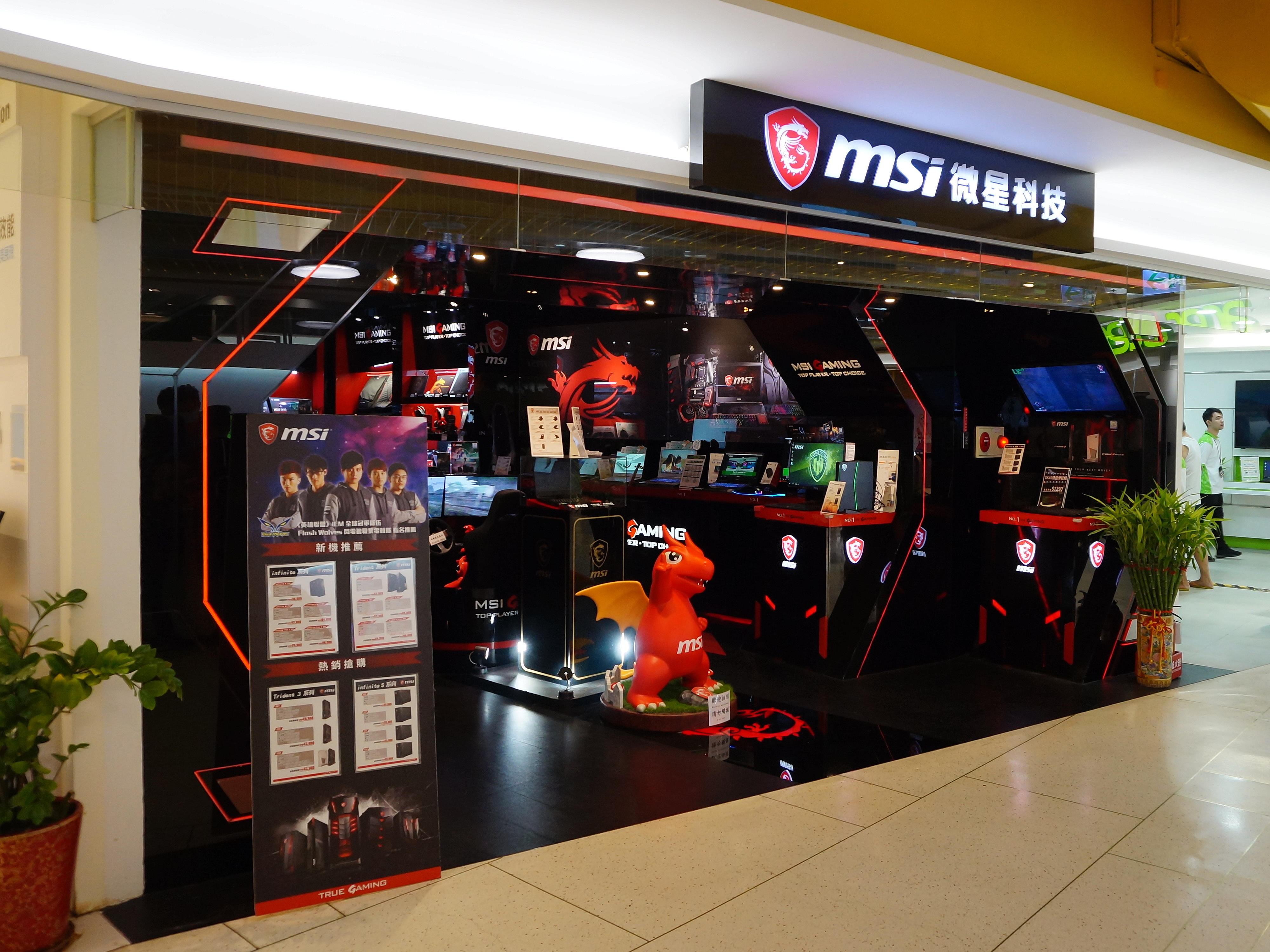
Магазин MSI. Дракон MSI зустрічає покупців на вході.

Під час російського вторгнення в Україну у 2022 році MSI відмовилася піти з російського ринку. Дослідження Джеффрі Зонненфельда з Єльського університету внесло MSI до Єльського списку компаній CELI в категорії «Заглиблення - ігнорування вимог про вихід або скорочення діяльності», вона стала єдиною тайванською компанією в базі даних . 28 березня 2022 року MSI опублікувала заяву, в якій стверджувала, що дотримується всіх міжнародних норм щодо своїх продажів і операцій в Росії .